# Дельтоид

На чертеже слева дельтоид выпуклый, справа — невыпуклый.

Свойства дельтоида

Вписанная и вневписанная
окружности выпуклого дельтоида.

Дельто́ид (от др.-греч. δελτοειδής) — четырёхугольник, у которого по две смежные стороны равны (в отличие от параллелограмма, у которого равны противоположные стороны); если бо́льшая пара смежных сторон изображена вверх, то очертания фигуры напоминают заглавную греческую букву Δ. В ранней литературе иногда также называется ромбоидом, однако в современной планиметрии ромбоидом обычно считается параллелограмм, не являющийся прямоугольником или ромбом.
Если пара противоположных сторон дельтоида равна, то он является ромбом. Если пара противоположных сторон и обе диагонали дельтоида равны, то дельтоид является квадратом.
Диагонали дельтоида взаимно перпендикулярны. Точка пересечения диагоналей делит одну из них пополам, другая диагональ является биссектрисой углов. Одна диагональ делит дельтоид на два равных треугольника, другая — на два равнобедренных треугольника, если он выпуклый, и достраивает его равнобедренным треугольником до равнобедренного треугольника, если он невыпуклый.
Четырёхугольник, вершины которого совпадают с серединами сторон дельтоида, является прямоугольником, стороны которого параллельны диагоналям дельтоида. В частности, если этот прямоугольник — квадрат, то диагонали дельтоида равны, а отрезки, соединяющие середины противоположных сторон, перпендикулярны между собой.
В любой выпуклый дельтоид можно вписать окружность; кроме того, для выпуклого дельтоида можно построить окружность, касающуюся продолжений всех четырёх сторон. Если дельтоид невыпуклый, то можно построить окружность, касающуюся двух бо́льших сторон и продолжений двух меньших сторон, и окружность, касающуюся двух меньших сторон и продолжений двух бо́льших сторон.
Площадь дельтоида может быть выражена через диагонали {\displaystyle d_{1}} и {\displaystyle d_{2}}:
{\displaystyle S={\dfrac {d_{1}d_{2}}{2}}},
или длины неравных сторон {\displaystyle a} и {\displaystyle b} угол между ними {\displaystyle \alpha }:
{\displaystyle S={ab\sin \alpha }},
или длины неравных сторон и углы между равными сторонами {\displaystyle \varphi _{1}} и {\displaystyle \varphi _{2}}:
{\displaystyle S={\dfrac {1}{2}}a^{2}\sin \varphi _{1}+{\dfrac {1}{2}}b^{2}\sin \varphi _{2}}.
Формула площади через длины неравных сторон и радиус вписанной окружности {\displaystyle r}:
{\displaystyle S=\left(a+b\right)r}.
Если угол между неравными сторонами дельтоида прямой, то вокруг него можно описать окружность (вписанный дельтоид). Вписанный дельтоид с равными диагоналями — квадрат.
Дельтоидами являются грани дельтоидального икоситетраэдра, дельтоидального гексеконтаэдра и трапецоэдра.